# Dorota Winnicka-Jasłowska
Dorota Irena Winnicka-Jasłowska (ur. 10 lutego 1970 w Gliwicach) – polska inżynier architekt, dr hab. nauk technicznych, profesor uczelni Katedry Projektowania i Badań Jakościowych w Architekturze, oraz prodziekan Wydziału Architektury Politechniki Śląskiej.

## Życiorys
W 1994 ukończyła studia na Wydziale Architektury Politechniki Śląskiej. 21 grudnia 2000 obroniła pracę doktorską Ewolucja obiektu biurowego na przestrzeni XX wieku jako wynik wzrastających wymagań użytkowników napisaną pod kierunkiem Elżbiety Niezabitowskiej, 26 października 2016 habilitowała się na podstawie pracy zatytułowanej Przestrzeń nauki współczesnego uniwersytetu. Rola badań przedprojektowych w programowaniu nowych funkcji wyższych uczelni. Została zatrudniona na stanowisku adiunkta w Katedrze Teorii, Projektowania i Historii Architektury na Wydziale Architektury Politechniki Śląskiej.
Jest profesorem Politechniki Śląskiej, zatrudniona w  Katedrze Projektowania i Badań Jakościowych w Architekturze.  W latach 2016–2020 pełniła funkcję prodziekana ds. studenckich na Wydziale Architektury Politechniki Śląskiej.